# Горнослинкино
Горнослинкино — село в Уватском районе Тюменской области, центр Горнослинкинского сельского поселения.

## История
Населённый пункт с названием Слинкино появился на территории Тобольского уезда в 1710 году. В разные годы носил такие названия как: Слинкина, Нагорная Слинкина, Горно-Слинкино. В восемнадцатом и девятнадцатом веках через село проходил почтовый (царский) тракт Тобольск — Берёзово (уездный город Тобольского наместничества) и располагалась ямщицкая станция. Через Горнослинкино к месту ссылки следовали: светлейший князь Александр Меншиков, князь Алексей Долгоруков с семьёй, граф Андрей Остерман, декабристы, политические ссыльные.
В 1920 году в селе был образован Слинкинский сельский совет рабочих, крестьянских и красноармейских депутатов. К 1927 году в него входило 12 населённых пунктов со следующим числом жителей:
- Горно-Слинкино — 506;
- Луговая Слинкина — 459;
- Карбина (Юрты Карбинские) — 363;
- Уки (Юрты Укинские) — 221;
- Маулень (Выселок Мауленский) — 55;
- Комарица (Выселок Комарицкий) — 53;
- Шайтанка (Выселок Шайтанский) — 50;
- Увальная (Увальская), (Выселок Увальский) — 48;
- Червянка (Выселок Червянский) — 47;
- Тальнишная — 44;
- Захребётка (Выселок Захребётный) — 30;
- Миссия (Выселок Миссиинский) — 14.

В период массовых политических репрессий (1930—1938 годы) на территории Слинкинского сельсовета были организованы специальные поселения для репрессированных и спецпереселенцев: Беляйка, Ербаш, Туртасска, Чумляк. В 1939—1943 годах здесь находилась небольшая группа солдат и офицеров Войска Польского. В 1940 году в Горно-Слинкино организован колхоз имени И. В. Сталина, который впоследствии стал совхозом «Горнослинкинский». Директор совхоза Н. С. Сафонов в 1966 году награждён орденом Ленина.
В период строительства магистрального нефтепровода Усть-Балык — Омск (1967—1970 годы) на территории села располагались механизированные колонны № 5, № 17, № 49 управления «Тюменьстройпуть» и треста «Уралстроймеханизация».

## Географическое положение
Горнослинкино расположено в 80 километрах к северу от Тобольска на правом берегу реки Иртыш. В 6 километрах от села проходит федеральная автодорога Тюмень — Ханты-Мансийск. Ближайшие города и крупные населенные пункты: Тобольск, Туртас, Уват.
На левом берегу Иртыша в двух километрах от Горнослинкино находится деревня Луговослинкина, ранее имевшая названия Луговая Слинкина, Нижняя Слинкина, Нижнеслинкина, Подгорнослинкина, которая входит в состав Горносликинского сельского поселения. Из дневниковых записей цесаревича Николая Александровича, будущего императора России Николая II, известно, что во время его речного путешествия из Томска в Тобольск летом 1891 года пароход делал остановку неподалёку от Луговой Слинкиной. Местные жители радостно приветствовали цесаревича и преподнесли ему в подарок живого осетра весом два пуда (32 килограмма). Цесаревич в знак благодарности дал рыбакам 2 империала (монеты) (один империал оценивался в 15 рублей серебром).
В 5 километрах от Луговослинкиной вверх по течению Иртыша находится самая крупная на участке Омск — Ханты-Мансийск зимовальная яма — нерестилище осетровых и иных видов рыб . Яма называется Горнослинкинской (Миссиинской) и по измерениям, проведенным учёными Тобольской биологической станции Российской академии наук в 2012 году, в период паводка имеет акваторию площадью в 100 га и глубину до 50 метров. Протяженность ямы — 1,5 километра, глубина в летний период — более 40 метров.
На северо-западе Горнослинкинское сельское поселение граничит с Красноярским сельским поселением (с центром в селе Красный Яр), на севере — с Укинским (село Уки), на юге — с Надцынским (село Надцы).
Рядом с селом протекают малые речки: Бурундейка, Одиначка, Червянка и река средних размеров — Большой Ингаир, являющийся притоком Иртыша.

## Население и экономика
Основой экономики села является сельское хозяйство, охота и рыболовство. Часть жителей занимается лесозаготовкой и первичной обработкой древесины. В Горнослинкино действут средняя общеобразовательная школа, открытая в 1924 году. Первой учительницей в школе была Слинкина Марфа Прохоровна, заметный след в истории школы оставили два директора: Пачежерцев Фаддей Андреевич и Слинкин Виктор Иванович.
Кроме того в селе имеется отделение почтовой связи и православный храм во имя святителя Николая Чудотворца. В период пребывания в Тобольско-Тюменской епархии (1997—2006 годы) приход храма окормлял Фотий, епископ Югорский и Няганский (Евтихеев Иван Владимирович).
Население села согласно переписи 2010 года составляет 554 человека. Наиболее распространённые фамилии: Слинкины, Липатниковы, Тарковы. Наиболее известные уроженцы села:
- Слинкин Иван Игнатьевич (1920—1998) — ветеран Великой Отечественной войны, командир артиллерийской батареи, участник Кёнигсбергской операции и Берлинской наступательной операции, кавалер Ордена Красной Звезды и Ордена Красного Знамени, полковник запаса;
- Слинкина Тамара Степановна (1938—2012) — учёный-биолог, педагог — работала в научных и учебных заведениях Новосибирска, Хабаровска, Благовещенска[14];
- Слинкин Виктор Степанович (1931—2009) — почётный гражданин села Горнослинкино (2006 год)[источник не указан 3094 дня], управляющий совхоза «Горнослинкинский» (1980—1991 годы).
- Слинкин Сергей Викторович - ректор  Тобольской государственной социально-педагогической академии им.Д.И.Менделеева (2001-2014), заместитель председателя Тобольской городской Думы (2005-2015), заслуженный учитель Российской Федерации (2007).